# 奇普曼灣

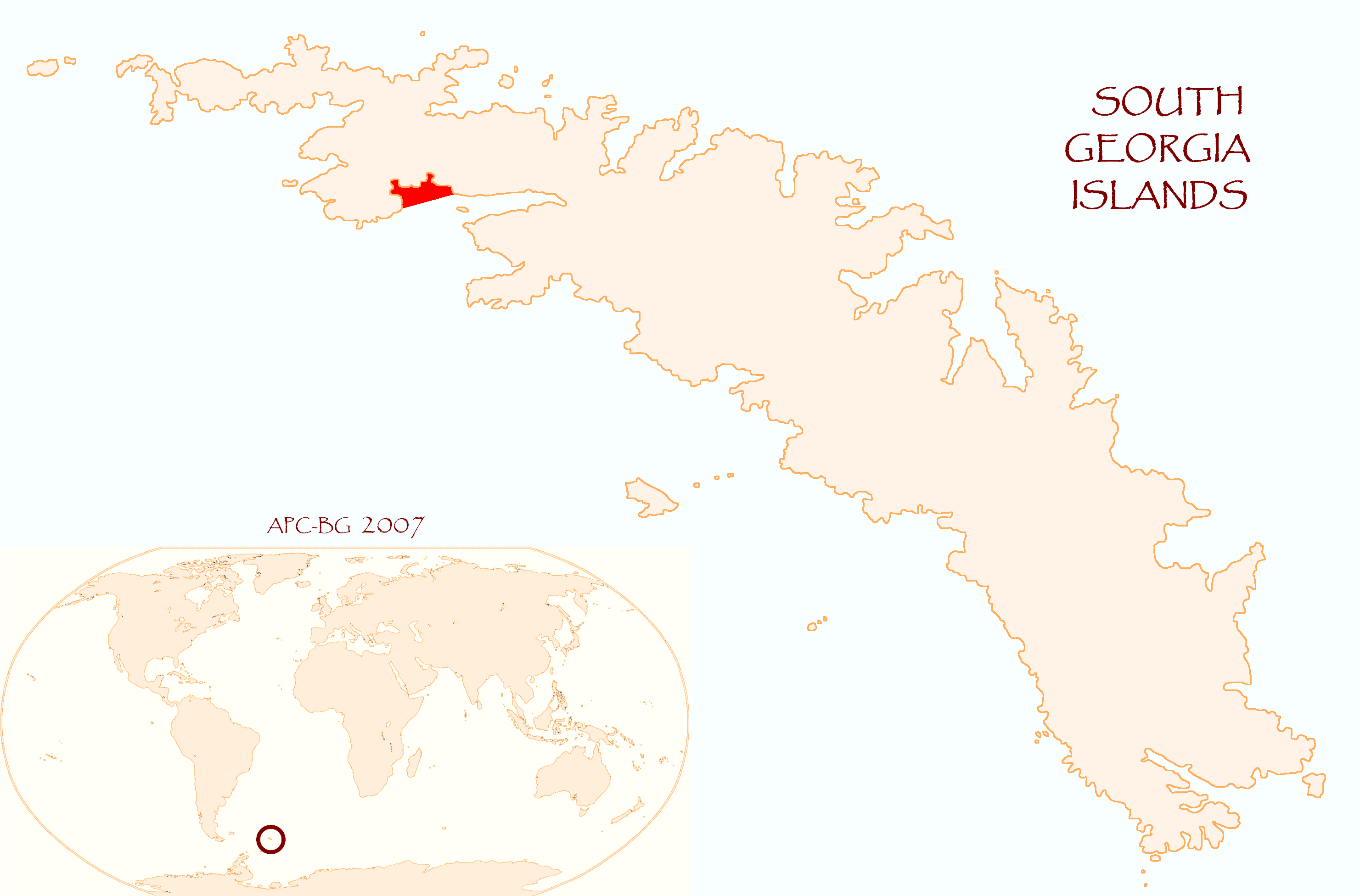
奇普曼灣在南喬治亞島的位置

奇普曼灣（英語：Cheapman Bay），是南極洲的海灣，位於南喬治亞島南岸，處於哈康國王灣以西，寬6.4公里，名稱最初由美國探險隊使用，現時由英國海外領土南喬治亞與南桑威奇群島管轄。